# Friedrich August von Helmolt
Friedrich August von Helmolt (* 9. Dezember 1690 in Gehofen; † 24. Februar 1755 in Kannawurf) war fürstlich-sachsen-weißenfelsischer Kammerrat und Amtshauptmann zu Sachsenburg sowie Erb-, Lehn- und Gerichtsherr wie auch Kirchenpatron zu Kannawurf.

## Leben
Er stammte aus dem Göttinger Adelsgeschlecht von Helmolt und war der Sohn des Rittergutsbesitzers Christian Otto von Helmolt (1658–1727) auf Bilzingsleben und der Bruder des Kammerjunkers Christian Ludwig von Helmolt auf Bilzingsleben und des Hauptmanns Carl Gustav von Helmolt, Besitzer des Flansischen Guts zu Kannawurf. Zunächst wurde er kursächsischer Kapitän, schlug dann jedoch die Verwaltungslaufbahn ein und wird 1720 als Amtshauptmann von Sachsenburg bezeichnet. Nach dem Tod des Vaters erbte er mit seinen männlichen Geschwistern das väterliche Gut Bilzingsleben. Seinen Anteil verkaufte er bereits 1730 wieder.
1737 wird Friedrich August von Helmolt als sachsen-weißenfelsischer Kammerrat und Besitzer des Mannlehngutes Kannawurf bezeichnet. Sein einziger Sohn und Erbe war Christian Friedrich von Helmolt (1721–1779).

## Werke
- Zu Ehren Der Weiland hochwohlgebohrnen Frauen Frauen Johanna Sophia Friderica geb. von Fuchs des hochwohlgebohrnen Herrn Herrn Leopolds von Kalitsch auf Dobritz, Ruthe und Hagendorf Erb- und Gerichtsherrns Königl. Preuß. Hauptmanns bey der Infanterie im Leben herzinnigst geliebtesten Frau Gemahlin und dem höchst betrübten Herrn Witwer wie auch der Wohlseligen hinterlassenen höchst bekümmerten Frau Mutter zum wohlgemeinten Troste, 1746.